# Base de données du cinéma suédois
La base de données du cinéma suédois (en suédois : Svensk Filmdatabas) est une base de données Internet consacrée au cinéma suédois, gérée par l'Institut suédois du film et qui contient des informations sur tous les films suédois depuis l'année 1897 ainsi que les films étrangers films qui ont eu leur première en Suède. Elle contient également de nombreuses biographies d'acteurs, de réalisateurs, de producteurs, et d'autres professionnels du monde du cinéma. La base de données a été créée avec le soutien de la Fondation du tricentenaire (en) de la Banque de Suède.
La base de données comprend plus de 81 000 films (dont quelque 20 000 films suédois) et 36 000 fiches sur des personnalités du monde du cinéma.